# Harvey Friedman
Harvey Martin Friedman  (23 de setembro de 1948) é um matemático (ramo da lógica simbólica) da Universidade do Estado de Ohio (Ohio State University) em Columbus, Ohio. É conhecido especialmente por seu trabalho em matemática inversa, um projecto destinado a derivar os axiomas da matemática a partir de teoremas considerados necessários. Nos últimos anos este tem avançado com um estudo da Teoria das relações booleanas, que tenta justificar grandes axiomas cardinais, pela demonstração de sua necessidade para derivar certas proposições consideradas "concretas" .
Friedman obteve o doutorado no Instituto de Tecnologia de Massachusetts em 1967, com uma tese em Subsistemas de Análise. Seu orientador foi Gerald Sacks. Friedman recebeu o Alan T. Waterman Award em 1984. Conduziu as palestras Tarski em 2007.
Em 1967 Friedman foi listado no Guinness Book of World Records por ser o mais jovem professor do mundo, quando ele ensinou na Universidade de Stanford aos 18 anos como um professor adjunto de filosofia. Ele também foi um professor de matemática e um professor de música.
Friedman é irmão do matemático Sy Friedman.
Foi palestrante convidado do Congresso Internacional de Matemáticos em Vancouver (1974 - Some systems of second order arithmetic and their use).